# Qua la mano
Qua la mano è un film commedia, del 1980, diretto da Pasquale Festa Campanile, con Enrico Montesano e Adriano Celentano.
Il film si suddivide in due episodi: Sto così col Papa, con Enrico Montesano e Il prete ballerino, con Adriano Celentano, quest'ultimo parzialmente ispirato, soltanto nei rapporti che intercorrono fra don Fulgenzio e il sindaco Libero, ai battibecchi fra Don Camillo e Peppone che vivacizzano i libri di Giovannino Guareschi. È la storia tra un prete (Celentano) ed una ragazza (Lilli Carati), che non si ameranno, ma in una gara di danza vinceranno degli alberi per arricchire la piazza del loro paese.

## Trama
- Sto così col Papa: Orazio Imperiali, un vetturino romano sposato e con un figlio, perennemente in bolletta a causa del vizio del gioco, rivendica un legame di vecchia data con la Santa Sede, sostenendo che la mamma lo dette alla luce solo dopo che papa Pio XII impose la sua mano sul ventre della puerpera, reduce da una serie di 14 aborti spontanei. Ossessionato dalla figura papale, grazie ad un escamotage Orazio riuscirà ad intrufolarsi all'interno delle Mura Vaticane e, grazie alla sua spontanea romanità e ad un aneddoto riguardante la defunta mamma del Santo Padre, riesce a farsi amico il pontefice. Dopo l’ennesima scommessa persa, Orazio, stimolato dalla sua recente amicizia, mette in palio cavallo, carrozza e licenza scommettendo con Marotta che si affaccerà alla finestra col Papa. Nel suo ultimo incontro col Vicario di Cristo però, Orazio non trova il coraggio di chiedere un favore così grande. Il Papa, intuendo che il suo amico ha bisogno d’aiuto, gli lascia un recapito telefonico dicendo che può chiamarlo in qualsiasi momento. Il giorno dopo Ersilia, la moglie di Orazio, venuta a sapere della scommessa, va su tutte le furie e sbatte fuori di casa il marito. Messo alle strette, Orazio chiama il Papa chiedendogli udienza, ma estasiato alla vista del Pontefice in pompa magna neppure stavolta riesce a chiedergli aiuto. Colto da una febbre alta e in preda al delirio, viene ripreso in casa da Ersilia che teme per la sua vita. Proprio in quel momento si ode un rumore di folla e il figlio di Orazio e Ersilia entra dicendo che è arrivato il Papa a fare visita al suo umile amico. Ripresosi grazie alla notizia, Orazio dice che si affaccerà alla finestra di casa sua col Pontefice, così facendo potrà finalmente saldare i propri debiti vincendo la più ambiziosa delle scommesse con l'acerrimo nemico-amico il cavalier Marotta, affacciandosi "...in finestra..." col Papa.
- Il prete ballerino: don Fulgenzio è il parroco di un paesino di provincia, con un metodo pastorale singolare (che gli causa spesso richiami da parte del Vescovo) e con l'hobby del ballo e degli scherzi. Da anni è l'autore di numerosi tiri mancini ai danni degli amici d'infanzia, ormai più che quarantenni, in particolare del sindaco amico suo, Libero Battaglini. Assieme ai suoi amici e ai compaesani cerca di risolvere un grave problema che affligge il loro territorio: in tutto il comune è presente un solo albero. Nel tentativo di sensibilizzare le istituzioni, don Fulgenzio, il sindaco e altri invitano un’emittente locale e si fanno intervistare. Il parroco, per attirare l’interesse del canale televisivo, fa in modo che il sindaco si impegni a osservare un rigorosissimo sciopero della fame, suscitando così la promessa della troupe televisiva di tornare per tenere vivo l’interesse sul fatto, malgrado Libero non sia propenso a digiunare. Il sacerdote ha però una debolezza, non sa resistere alla passione per la disco music e tutti i sabati sera si reca di nascosto e nel più completo incognito alla discoteca Kiwi Cathedral, a più di cento chilometri di distanza, in motocicletta. Gli amici sospettano che ci sia sotto una relazione clandestina, al punto di decidere di pedinarlo ma senza riuscirci. Nel contempo, proprio in discoteca, il parroco conosce la giovane Rossana, la quale resta ammaliata dal suo fascino e dal suo rispetto per le donne. Inizialmente egli terrà nascosta la sua identità di uomo di Chiesa alla ragazza, mantenendo comunque le distanze nel rispetto dei suoi voti. Turbato dalla presenza di Rossana e da un fulmine che ha colpito l’unico albero del paese, si rivolge al crocifisso della sua chiesa per capire se la sua è una condotta adeguata alla vocazione. Nonostante cerchi di evitarla, Rossana lo raggiunge in discoteca e gli confessa il suo amore per lui, ma subito dopo lo vede alla televisione vestito da prete nell’intervista fatta qualche giorno prima. Sentendosi presa in giro, la ragazza schiaffeggia don Fulgenzio e se ne va. Il sindaco, riuscito finalmente a pedinare l’amico parroco, gli scatta una foto che usa per ricattarlo e farsi dare da mangiare di nascosto. Convocato dal vescovo, informato da una lettera anonima mandata da una parrocchiana ficcanaso, Fulgenzio viene accusato dal suo superiore di peccati carnali ma gli dice anche che verrà perdonato se farà finire la sua presunta relazione. Il prete, stupito dalle accuse, dice la verità ammettendo che va soltanto a ballare in discoteca, facendo però infuriare il vescovo che minaccia di trasferirlo in Sud America. Riavvicinato da Rossana, che lo mette a conoscenza di una gara di ballo che mette in palio alberi anziché denaro, don Fulgenzio cerca fra i suoi parrocchiani una coppia di ballerini in grado di vincere. Purtroppo nessuno si rivela in grado di portare avanti tale compito e il sacerdote, provocato dal sindaco che gli dice che anche lui deve rischiare, contatta Rossana con la quale partecipa al concorso, trasmesso in diretta televisiva nazionale (anche a Città del Vaticano). Il Vescovo rimane sconvolto dall’esibizione di don Fulgenzio e decide di mandarlo in Brasile per punizione. Dopo aver stravinto la gara di ballo e aver procurato gli alberi al paese, il prete si accinge a partire come missionario su ordine episcopale, salutato da tutta la cittadinanza e da Rossana. Ma proprio in quel momento riceve una telefonata dalla Santa Sede: il Papa, positivamente impressionato dall’esibizione di ballo vista alla TV, dispone che don Fulgenzio rimanga in servizio nel paese d’origine, scatenando la gioia dei parrocchiani e del prete stesso, che chiude il film con la frase “Ué, non sarà mica uno scherzo?”.

## Produzione
L'episodio Il prete ballerino è stato girato fra Settala, Segrate e Piumazzo, dove si trovava la discoteca Kiwi Cathedral (allora realmente esistente), mentre la gara di ballo è stata girata all'interno degli ex studi di Antennatre Lombardia a Castellanza in provincia di Varese.
La coppia di comici Gigi e Andrea fece il suo debutto cinematografico in Qua la mano, nell'episodio di Celentano. I due però non apparvero in coppia, ma ognuno in una scena diversa: Gigi, come inviato televisivo e Andrea come presentatore della gara di ballo finale.

## Accoglienza
Il film riscosse molto successo tra il pubblico: fu infatti il primo film italiano a superare la soglia dei 10 miliardi di lire (dell'epoca) d'incasso, piazzandosi 2º nella stagione 1979-1980, preceduto solamente da Kramer contro Kramer.

## Riconoscimenti
- David di Donatello speciale a Enrico Montesano